# Salerno (foto)
Salerno, também conhecido como Salerno I, é uma foto colorida criada pelo fotógrafo alemão Andreas Gursky em 1990. O quadro marcou uma virada na obra do artista. Uma impressão da foto, com as dimensões de 170,18 cm por 205,11 cm, é exibida no Museu de Arte Moderna de São Francisco.
Depois de se afastar da influência inicial de Bernd e Hilla Becher, Gursky começou a retratar grandes e épicas paisagens, às vezes superando a presença humana, na década de 1980. A foto atual marca uma mudança na direção criativa do artista, quando ele passou a manipular digitalmente suas fotografias. Esta imagem do porto de Salerno, no sul da Itália, é impressionante em sua escala, que parece uma reminiscência dos pintores de paisagem do século XIX. A imagem retrata o movimentado porto de Salerno, com seus navios e uma grande quantidade de veículos multicoloridos e outras cargas aguardando transporte, enquanto as pequenas casas também são visíveis, e as montanhas circundantes, ao fundo. De acordo com Finn Blythe: "Justapondo o tamanho com detalhes: a carga multicolorida aguardando trânsito, o porto movimentado e casas em miniatura, cada seção da fotografia oferece sua própria profundidade que exige horas de inspeção individual. Esta é uma constante para Gursky, cujas fotografias pairam entre micro e macro, tanto em termos de perspectiva: a enorme imagem com detalhes microscópicos, quanto o tema: o lugar local que revela um zeitgeist universal da modernidade."
A partir deste ponto, as imagens de Gursky começaram a usar um formato de grande escala e de alta resolução de criações feitas humanas, como aeroportos, bolsas de valores, edifícios, paisagens, muitas vezes omitindo ou minimizando a presença humana, que têm sido uma constante de seu trabalho. Gursky declarou nesta foto: "Eu vi imediatamente esse padrão, aquela densidade pictórica, aquela estética industrial. Esta imagem se tornou uma peça importante para mim, um ponto de virada. Abriu um novo senso de possibilidade, estilisticamente e tematicamente. Tentei fotografar outros portos, mas percebi que não era isso que tinha feito a imagem de Salerno funcionar. Foi o equilíbrio entre grande escala e uma enorme quantidade de detalhes afiados.